# Ян Семенський (каштелян)
Ян Семенський гербу Лещиць (за даними К. Пшибося — г. Домброва; пол. Jan Siemieński, ? — 1746) — польський шляхтич, урядник Королівства Польського. Представник роду Семенських.

## Біографія
Батько — Войцех, стольник новогрудський, перебрався до Руського воєводства. Мати — дружина батька N. Ґодлевська гербу Ґоздава (†1673), хорунжанка чернігівська
Посади: львівський підстолій (1717-28), підстароста (1726-28), підкоморій (1728-37), каштелян (1737-46, після смерті Мацея Устрицького). Разом з Францішеком Завадзьким — фундатори монастиря реформатів у Судовій Вишні. Був похований у крипті монастирського костелу Непорочного Зачаття Пречистої Діви Марії з іншими представниками родини.
Перша дружина — Свірзька гербу Шалава. Відомі діти:
- Войцех — староста дембовецький
- Юзеф — чоловік Мнішек
- Гелена — дружина перемиського каштелянича Вольського
- Маріанна — монахиня-бенедиктинка у Львові
- Юдіта.

Друга дружина — Немоєвська. Донька — Маґдалена.